# 존 롤스 (배우)
존 롤스(John Rawls, 1972년 5월 4일 ~ )는 뉴질랜드의 배우이다.